# Eiettore
L'eiettore è una macchina senza organi in movimento, che può essere impiegata sia come compressore che come pompa per ottenere l'abbassamento della pressione di un fluido mediante l'alimentazione di un fluido (di natura uguale o diversa).

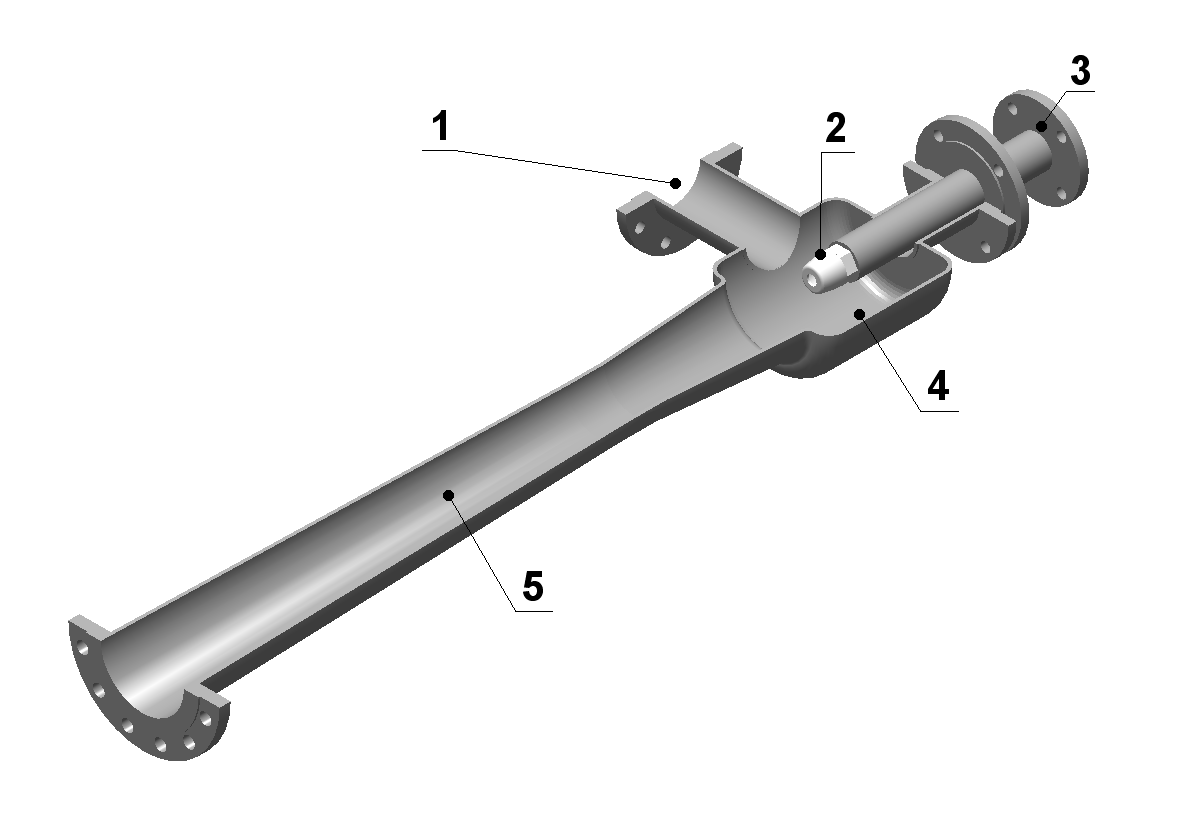
Fig. 1: Sezione di un eiettore di vapore. 1: Bocchello di aspirazione; 2: Ugello; 3: Bocchello fluido motore; 4: Camera vapore; 5: Diffusore

Gli eiettori sono in genere impiegati:
- Come compressori di vapore. In questo caso il fluido motore e quello mosso sono entrambi costituiti da vapore d'acqua.
- Come pompa a vuoto, ossia come compressore di gas.  Per questo impiego, il fluido motore è solitamente il vapore d'acqua, ma nelle piccole installazioni si usano anche aria compressa o acqua.
- Come pompa per fluidi, solitamente con uguale fluido motore e fluido mosso, salvo che nel caso particolare di eiettore/miscelatore, in cui i fluidi sono diversi proprio per ottenere una miscelazione degli stessi.

Vi sono poi numerose applicazioni diverse, che sfruttano comunque il principio di base, secondo cui un fluido con elevata quantità di moto, incontrandone uno con una bassa, trasmette la quantità di moto dal primo al secondo come in un urto anelastico.